# Glaux Verlag Christine Jäger
Der Glaux Verlag Christine Jäger war ein geisteswissenschaftlicher Verlag. Gegründet 1996 in Jena, erfolgte der Vertrieb zuletzt aus Dresden. 2009 wurde die Buchproduktion eingestellt. Christine Jäger-Ulbricht wechselte 2010 als Lektorin zum Dresdner Sandstein-Verlag, dessen Leitung sie 2021 übernahm.

## Verlagsprogramm
Der thematische Schwerpunkt der rund 90 Titel war die Kulturgeschichte von Thüringen. Eine der Publikationen widmete sich zum Beispiel dem Frühwerk des in Gera geborenen Malers Otto Dix (Dix avant Dix), eine andere dem Expressionismus in Thüringen. Das Verlagsprogramm umfasste aber auch stadtbezogene Geschichte: Die Stadtkirche St. Michael zu Jena oder Klassikerstadt und Nationalsozialismus. Kultur und Politik in Weimar 1933–1945. Einen Bogen von der Vergangenheit bis in die Gegenwart spannte dagegen die von Wulf Kirsten herausgegebene Lyrik-Anthologie „Umkränzt von grünen Hügeln…“ – Thüringen im Gedicht. 
Unter dem Dach des Glaux Verlages erschienen einige Schriftenreihen, zum Beispiel die Mitteilungen des Vereins für die Geschichte und Altertumskunde von Erfurt, die Weimarer Beiträge zur politischen und kulturellen Jugendbildung (Schriftenreihe der Europäischen Jugendbildungs- und Jugendbegegnungsstätte Weimar), die Schriftenreihe des Collegium Europaeum Jenense an der Friedrich-Schiller-Universität Jena oder das vom Verein Technikgeschichte in Jena e.V. herausgegebene Jenaer Jahrbuch zur Technik- und Industriegeschichte.
Die ursprünglich im Glaux Verlag entstandene Publikationsreihe edition AZUR für Lyrik und Kurzprosa erscheint seit 2009 in einem selbstständigen Verlag des ehemaligen Volontärs Helge Pfannenschmidt.

## Autoren (Auswahl)
- Hanns Cibulka
- Nancy Hünger
- Jürgen John
- Wulf Kirsten
- Günter Kunert
- Steffen Raßloff
- Friedrich Schorlemmer
- Michael Wolffsohn